# 羅伯托·包蒂斯塔·阿古特
羅伯托·包蒂斯塔·阿古特（西班牙語：Roberto Bautista Agut，1988年4月14日—）是一位西班牙職業網球運動員。他曾参加2009年地中海运动会，获得男子单打金牌和男子双打铜牌。他也参加了2016年夏季奥林匹克运动会。

## 外部連結
- 羅伯托·包蒂斯塔·阿古特（英文/西班牙文）的官方資料
- 羅伯托·包蒂斯塔·阿古特的國際網球總會 職業／青少年 官方資料（英文）
- 羅伯托·包蒂斯塔·阿古特的官方資料（英文）